# Nervi espinal
El nervi espinal (o nervi raquidi) és un nervi format per les arrels dorsal i ventral, que surten de la medul·la espinal. El nervi espinal és la part que surt de les vèrtebres a través del forat intervertebral. Tots els nervis espinals formen part del sistema nerviós perifèric (SNP).
Hi ha 31 parells de nervis espinals en els éssers humans:
- 8 parells de cervicals (C1-C8)
- 12 parells de toràcics (D1-D12)
- 5 parells de lumbars (L1-L5)
- 5 parells de sacres (S1-S5)
- 1 parell de coccigis (Co)

Ja durant l'edat d'or de l'islam Ar-Razí va afirmar que els nervis tenien funcions motores o sensorials, descrivint 7 nervis cranials i 31 de la medul·la espinal, assignant un ordre numèric als nervis cranials des de l'òptic fins als nervis hipoglosos. Va classificar els nervis espinals en 8 nervis cervicals, 12 toràcics, 5 lumbars, 3 sacres i 3 coccigis utilitzant-ho per relacionar els signes clínics de lesió amb la ubicació corresponent de les lesions del sistema nerviós.